# Розвідувальний корабель проєкту 18280
Проєкт 18280 (клас «Юрій Іванов») — тип російського корабля радіоелектронної розвідки. Корабель розроблений «ПАО ЦКБ «А́йсберг». Корабель за своїми технічними характеристиками та можливостями значно перевершує аналогічні кораблі попередніх поколінь — в основному, завдяки універсальності, високому рівню автоматизації та системної інтеграції. 
Основні характеристики:
- водотоннажність:  2500 т (стандартна), 4000 т (повна);
- довжина — 95 м;
- ширина — 16 м;
- осадка — 4,0 м;
- швидкість — 16 вузлів (економічна), 20 вузлів (повна);
- дальність плавання — 8000 миль (13000 км),

Озброєння: 
- 4 установки для 14.5 мм кулемету;
- ПЗРК Ігла, ПЗРК Верба.

Перший корабель «Юрій Іванов» був закладений у 2004 році та спущений на воду 30 вересня 2013 року. Другий корабель «Іван Хурс» спущено на воду 16 травня 2017 року.

## Кораблі
| Ім'я          | Будівельник                       | Закладений        | Спущений на воду | Введений в експлуатацію | Флот          | Статус                                                  |
| ------------- | --------------------------------- | ----------------- | ---------------- | ----------------------- | ------------- | ------------------------------------------------------- |
| «Юрій Іванов» | «Северная верфь», Санкт-Петербург | 27 грудня 2004    | 30 вересня 2013  | 26 липня 2015           | Північний     | Активний                                                |
| «Іван Хурс»   | «Северная верфь», Санкт-Петербург | 14 листопада 2013 | 16 травня 2017   | 25 червня 2018          | Чорноморський | Можливо отримав ушкодження 24.5.2023 Уражений 24.3.2024 |